# Sandöns naturvårdsområde
Sandön är ett naturvårdsområde (sedan 1999 likställt med naturreservat) i Kungshamns socken i Sotenäs kommun i Bohuslän. Det är en halvö som hänger ihop med Hasselön nordväst om Smögen. Halvön är flack och har formats av istiden varefter det finns många spår. Reservatet inrättades 1986, det är omkring 134 hektar stort och förvaltas av Sotenäs kommun.